# Medetera pallidotiosa
Medetera pallidotiosa är en tvåvingeart som beskrevs av Grichanov 2000. Medetera pallidotiosa ingår i släktet Medetera och familjen styltflugor. Inga underarter finns listade i Catalogue of Life.